# Quibala
Quibala, também grafada como Kibala, é uma cidade e município de Angola, na província de Cuanza Sul. 
A comuna do Lonhe, que era uma das das 4 comunas da Quibala, foi elevada a Município independente, no dia 01/01/2025, por força da divisão politica e administrativa em vigor em todo territorio nacional.
Tem 10 253 km² e cerca de 168 mil habitantes. É limitado a Norte pelo município de Libolo, a Este pelos municípios de Mussende e Andulo, a Sul pelos municípios da Cela e Ebo, e a Oeste pelos municípios de Quilenda e Quiçama.
O município é constituído pela comuna-sede, correspondente à cidade de Quibala, e pelas comunas de Cariango, Dala Cachibo e Lonhe.
O concelho foi criado em 1944.
Quibala produz mandioca, cana de açúcar, milho, ginguba, batata doce, repolho, alho cebola, feijão e sisal. Seu território produz culturas alimentares, incluindo a pomicultura de banana, abacate e abacaxi.